# Авл Корнелій Цельс
Авл Корнелій Цельс (лат. Aulus Cornelius Celsus; 25 до н. е. — 50 н. е.) — видатний давньоримський науковець, теоретик медицини часів імператорів Августа та Тиберія.

## Життєпис
Народився напевне у Нарбонській Галлії. Втім ще замолоду перебрався до Рима. Тут працював за перших римських імператорів. Разом з тим Цельс був як практикуючим лікарем, так й теоретиком медицини. Він збирав різні відомості щодо лікування хвороб, застосування ліків у різних медиків старовини та сучасних Цельсу практикуючих лікарів.
Окрім медицини Цельс займався вивчення та аналізом риторики, філософії, права, сільського господарства, військової науки. Все це увійшло у працю «Мистецтва» з 20 книг, кожному з напрямків приділявся окремий та детальний розгляд. Дотепер зберігся тільки розділ, присвячений медицині з 8 книг — «Про медицину».

## Медицина
Цельс заклав основи латинської анатомічної термінології. Зібрав усі достовірні відомості стосовно хірургії, терапії, дієтики, патології при цьому звертаючись до таких відомих медиків старовини як Гієрокл, Асклепіад, Темісон. Також Цельс розробив та впровадив у хірургію лігатуру (спеціальну нитку) для перев'язки кровоносних судин. Багато уваги Цельс приділяв практичній хірургії, вивченню малярії, описав сказ, назвавши її водобоязню (лат. hydrophobia). Також Цельс багато зробив для популяризації давньогрецького лікаря Гіппократа.
У психіатрії досліджував та впровадив термін «делірій», що значить психічний розлад з порушенням свідомості — від затьмарення до коми. За Цельсом, делірій характеризується наявністю справжніх, переважно зорових, галюцинацій та ілюзій. Як наслідок, вторинним маренням, наявністю емоційно афективних порушень.
У хірургії Цельс запропонував проводити літотомію, тобто операцію з подрібнення каменів у сечовому міхурі, дав опис пластичним операціям з відновлення носа, губ, вух. Є у Цельса також розробки щодо лікування ран, вивихів, переломів, захворювань кісток, некрозів, а також дав опис фістули, виразки, пухлини, грижі, ампутації кінцівок і трепанації черепа.

De medicina

Сучасники називали Цельса Цицероном у медицині за ясну та зрозумілу мову, яку він не обтяжував медичною термінологією, а також римським Гіппократом. Праця Цельса з медицини вперше була опублікована у 1478 році й тривалий час була головною серед медичних доробок в Європі.

## Праці

### «Про медицину»
(De Medicina)

«Про медицину»

Знаменитий трактат «Про медицину» (De Medicina) опубліковано до 47 року н. е..
Розділи видання:
- Книга 1. Історія медицини.
- Книга 2. Основи патології.
- Книга 3. Конкретні хвороби.
- Книга 4. Частини тіла.
- Книги 5 та 6. Фармакологія.
- Книга 7. Хірургія.
- Книга 8. Ортопедія.

### Філософія
З цього твору нічого не збереглося. Можна лише судити, що Цельс, зокрема, цікавився християнськими догмами. З його висловлювань випливає, що Цельс був критиком християнства.

### Сільське господарство
Крім того, Цельс написав технічну працю про сільське господарство, на якій Колумелла частково заснував свій De Re Rustica.

## Афоризми
Афоризми Цельса:
- Бездіяльність послаблює тіло, а праця зміцнює: перше призводить до передчасної старості, а остання подовжує молодість.

- Надзвичайне наповнення шлунка шкідливо для здоров'я.

- Спокій — найкращі ліки.

- Не важливо, що спричинює хворобу, важливо, що її усуває.

- Швидко, безпечно та приємно (повинен лікувати лікар).

- Дія хірургії серед розділів медицини — найочевидніше.

- Хвороби не красномовством, а ліками виліковуються.